# Forever Love (chanson de Cute)
Singles de Cute
Edo no Temari Uta II
(2008) Bye Bye Bye!
(2009)
 FOREVER LOVE  est le 7e single "major" et 12e single au total du groupe de J-pop Cute, sorti le 26 novembre 2008 au Japon sur le label zetima, écrit et produit par Tsunku. Il atteint la 5e place du classement Oricon.
Sortent aussi une édition limitée du single avec un DVD bonus, et une version "Single V" (vidéo). Une édition spéciale "event V" sera vendue lors de prestations du groupe.
La chanson-titre figure sur le 4e album du groupe, 4 Akogare My Star. C'est le dernier single avec Kanna Arihara, et donc le dernier de la formation à sept membres.

## Membres
- Maimi Yajima
- Erika Umeda
- Saki Nakajima
- Airi Suzuki
- Chisato Okai
- Mai Hagiwara
- Kanna Arihara

## Titres
Single CD
1. FOREVER LOVE
2. Seventeen's Vow (セブンティーンズVOW?)
3. FOREVER LOVE (instrumental)

Single V
1. FOREVER LOVE (PV)
2. FOREVER LOVE  (Casual Dance Ver.)
3. Making of (撮影メイキング?)

DVD de l'édition limitée
1. Jacket Making of (ジャケット撮影メイキング?)

DVD de l'édition "event V"
- The ☁☀☂ Document of °C-ute Cutie Circuit 2008 ~Edo no Temari Uta II~ in Differ Ariake (ザ ☁☀☂ドキュメント of °C-ute Cutie Circuit 2008 ~江戸の手毬唄Ⅱ~ in ディファ有明)

1. Chou Ame Onna 1-Rehearsal Shuuryougo - (超雨女① - リハーサル終了後-)
2. Nakki Girls (ナッキーガールズ)
3. Chou Ame Onna 2-1 Kaime Kouen Kaien Mae - (超雨女② - 1回目公演開演前-)
4. ♪ Edo no Temari Uta II (♪江戸の手毬唄II)
5. Manin Densha (満員電車)
6. Shitsumon Corner (質問コーナー)
7. Chou Ame Onna 3-2 Kaime Kouen Kaien Mae - (超雨女③ - 2回目公演開演前-)
8. ♪ EVERYDAY YEAH! Kataomoi (♪EVERYDAY YEAH! 片想い)
9. Hagiwara Mai Shin Tokugi (萩原舞 新特技)
10. ♪ "Wasuretakunai Natsu" (♪「忘れたくない夏」)
11. Chou Ame Onna 4-3 Kaime Kouen Kaien Mae - (超雨女④ - 3回目公演開演前-)
12. Hagiwara Mai vs Okai Chisato / Hagiwara Mai vs Arihara Kanna (萩原舞 vs 岡井千聖 / 萩原舞 vs 有原栞菜)
13. Arihara Kanna Shin Tokugi (有原栞菜 新特技)
14. ♪ Time Capsule (♪タイムカプセル)
15. ♪ Meguru Koi no Kisetsu (♪めぐる恋の季節)
16. Akushu Kai (握手会)
17. Chou Ame Onna 5 -Zen Kouen Shuuryougo- (超雨女⑤ -全公演終了後-)